# ألبرت إدلفلت
ألبرت إدلفلت (Albert Edelfelt؛ بورفو، 21 يوليو 1854 - بورفو، 18 أغسطس 1905) رسام فنلندي ناطق بالسويدية.
كان والده كارل ألبرت مهندساً معمارياً. أُعجـِب إدلفلت بالشاعر يوهان لودفيغ رونيبيرغ الذي كان صديقاً للعائلة. كانت لرفقة رونيبيرغ أثر دائم على إدلفلت، الذي يستعيد من وقت لآخر مشاهد من التاريخ الفنلندي في لوحاته. فصور إدلفلت رسوم شعر رونيبيرغ الملحمي حكايا إنسيغن ستول. درس الفن في أنتويرب (1873 - 1874) وباريس (1874 - 1878) وسانت بطرسبرغ (1881 - 1882).
تزوج البارونة (فريهيرينان) إلان دي لا شابيل في عام 1888 ورُزقا بابن واحد.
وان إدلفلت واحداً من الفنانين الفنلنديين الأوائل بتحقيق الشهرة العالمية. حقق نجاحاً كبيراً في باريس وكان أحد مؤسسي الحركة واقعية في فنلندا. أثر في العديد من الرسامين الفنلنديين الشباب، وساعد زملاءه من الفنانين الفنلنديين مثل أكسيلي غالن كاليلا لتحقيق انطلاقتهم في باريس.

## احتفالات بالذكرى السنوية 150
اختير ألبرت إدلفلت رسم متكرر الرئيسي في عملة تذكارية فنلندية حديثة بمناسبة الذكرى 150 لميلاده، سـُـكـّـت ورقة ألبرت إدلفلت من فئة €100 ورسم العملة التذكرية سنة 2004. يـُـظهر العكس نقشاً لوجه الفنان.

## من لوحاته
- الملكة بلانكا (1877)
- الدوق كارل يهين جثة كلاوس فليمنغ (1878)
- جنازة طفل  (1879)
- تحت شجر القَضبان (1881)
- فرجيني (1883)
- عند البحر (1883)
- صبية على الضفة (1884)
- لوحة لوي باستور (1885)
- امرأة من رووكولهتي على تلة الكنيسة (1887)
- حديقة لوكسمبورغ (1887)
- المسيح وماتالينا (1890)
- مسيرة البوريين (1890)
- لوحة نيقولا الثاني (1896)
- لوحة أينو أكتيه (1901)
- افتتاح أكاديمية توركو (1904)

## معرض لوحات

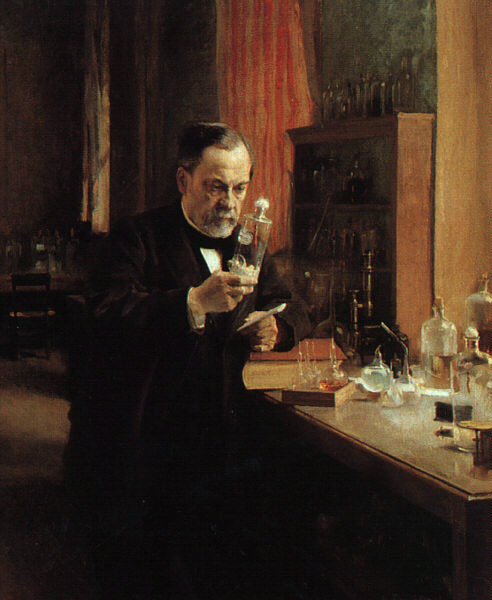
لوحة لوي باستور
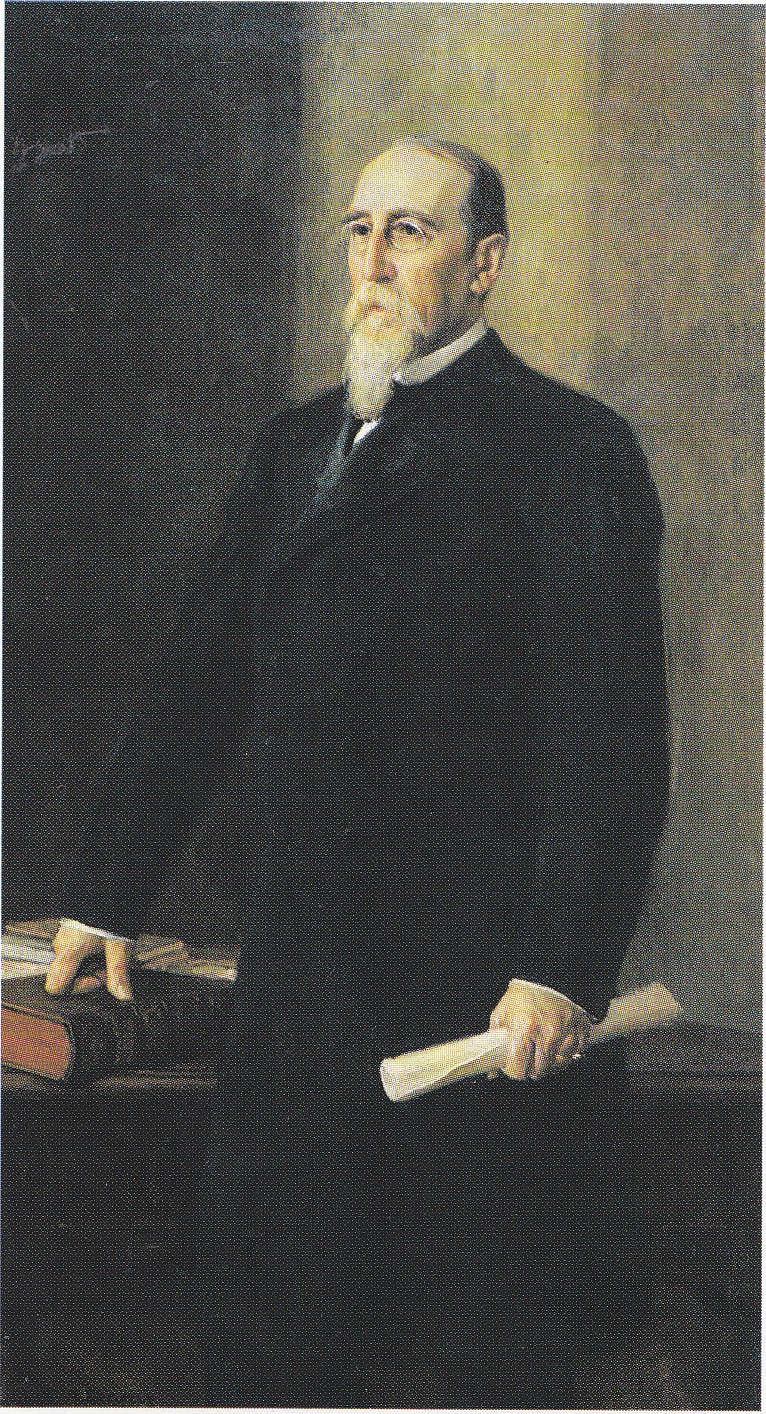
لوحة ليو ميكيلين
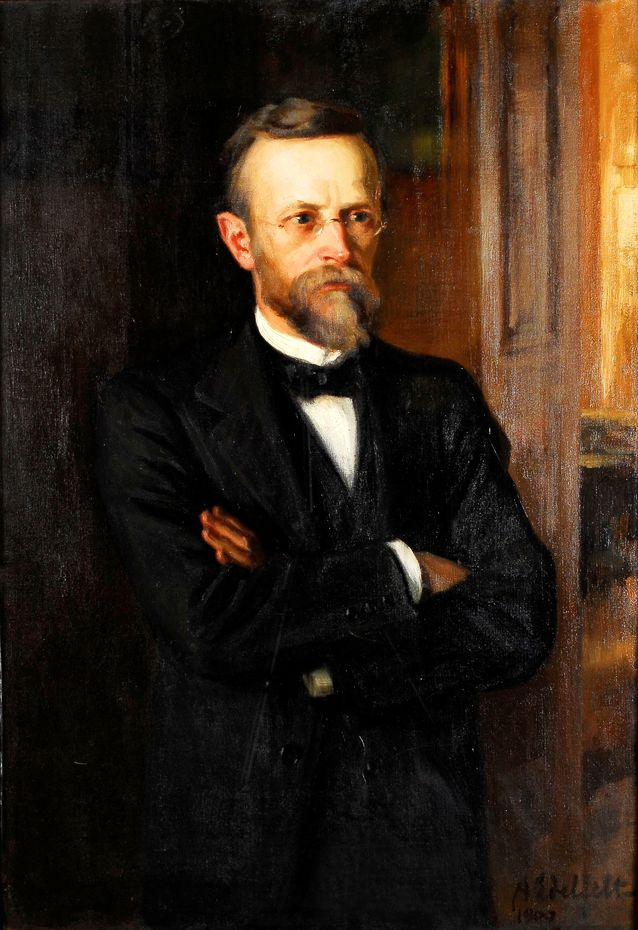
لوحة أكسل ليل
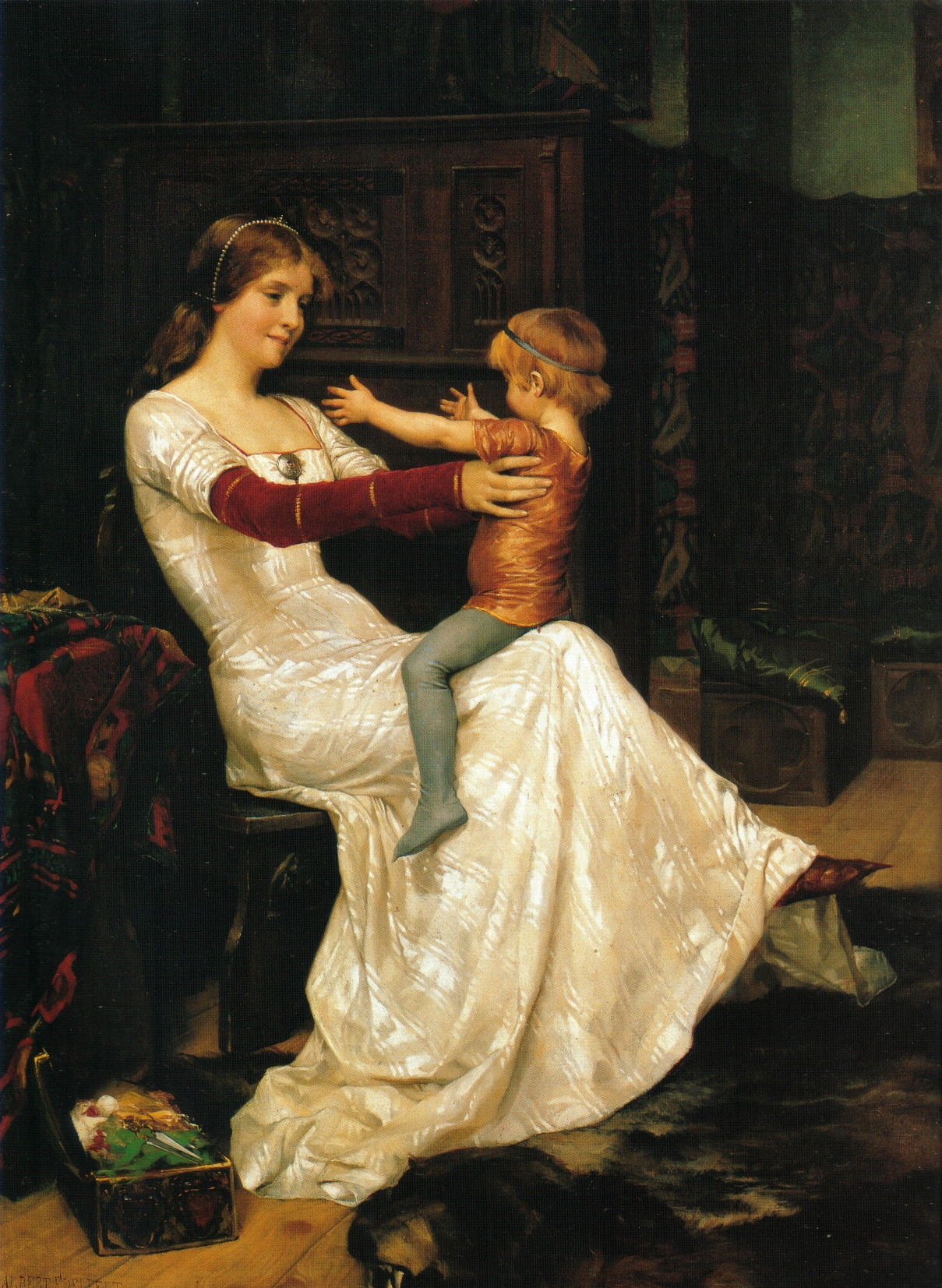
الملكة بلانكا
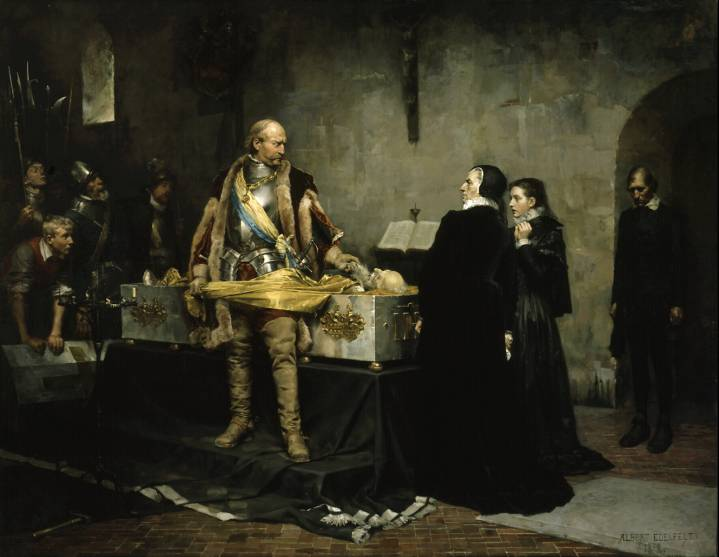
الدوق كارل يهين جثة كلاوس فليمنغ
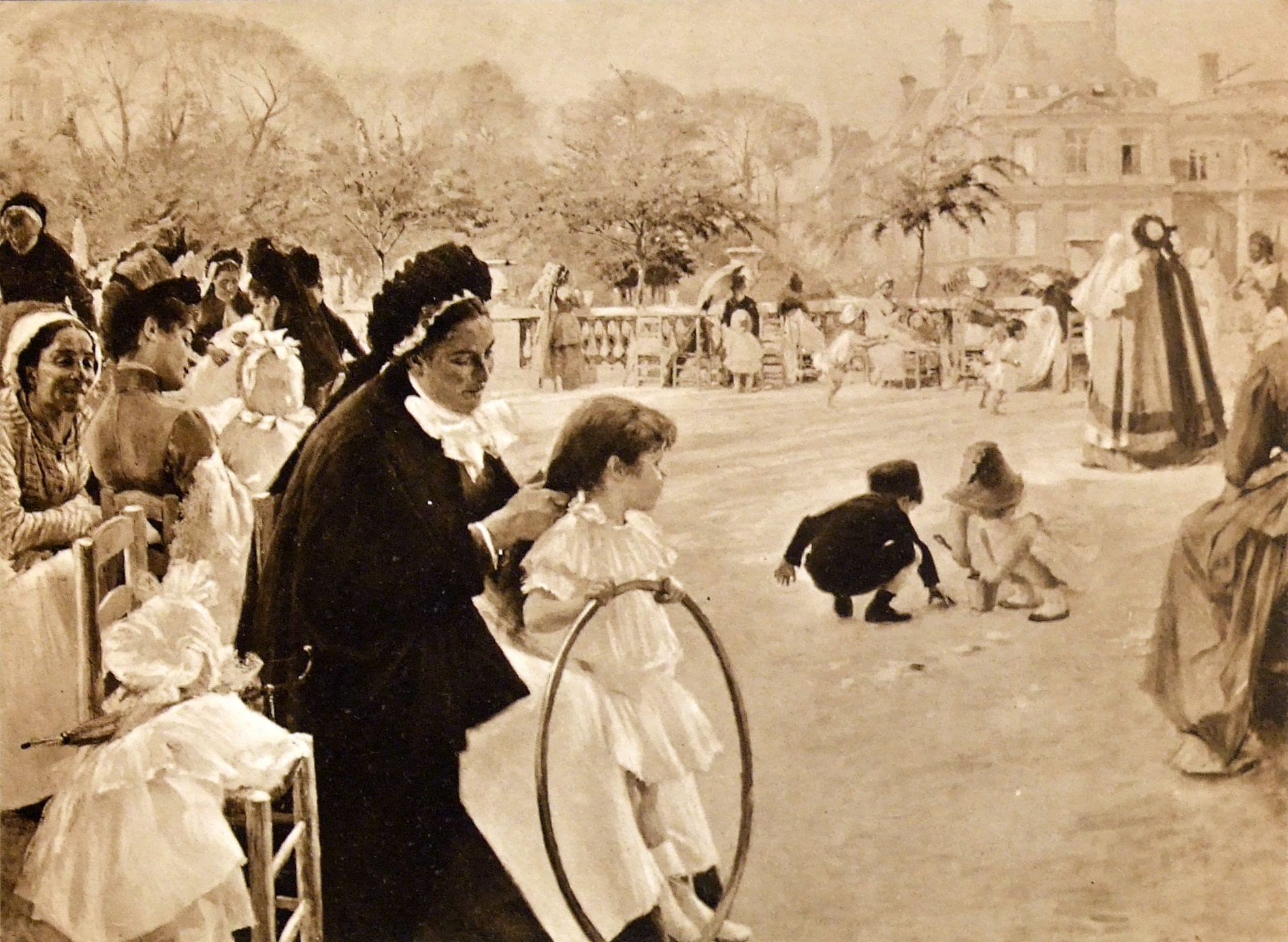
حديقة لوكسمبورغ
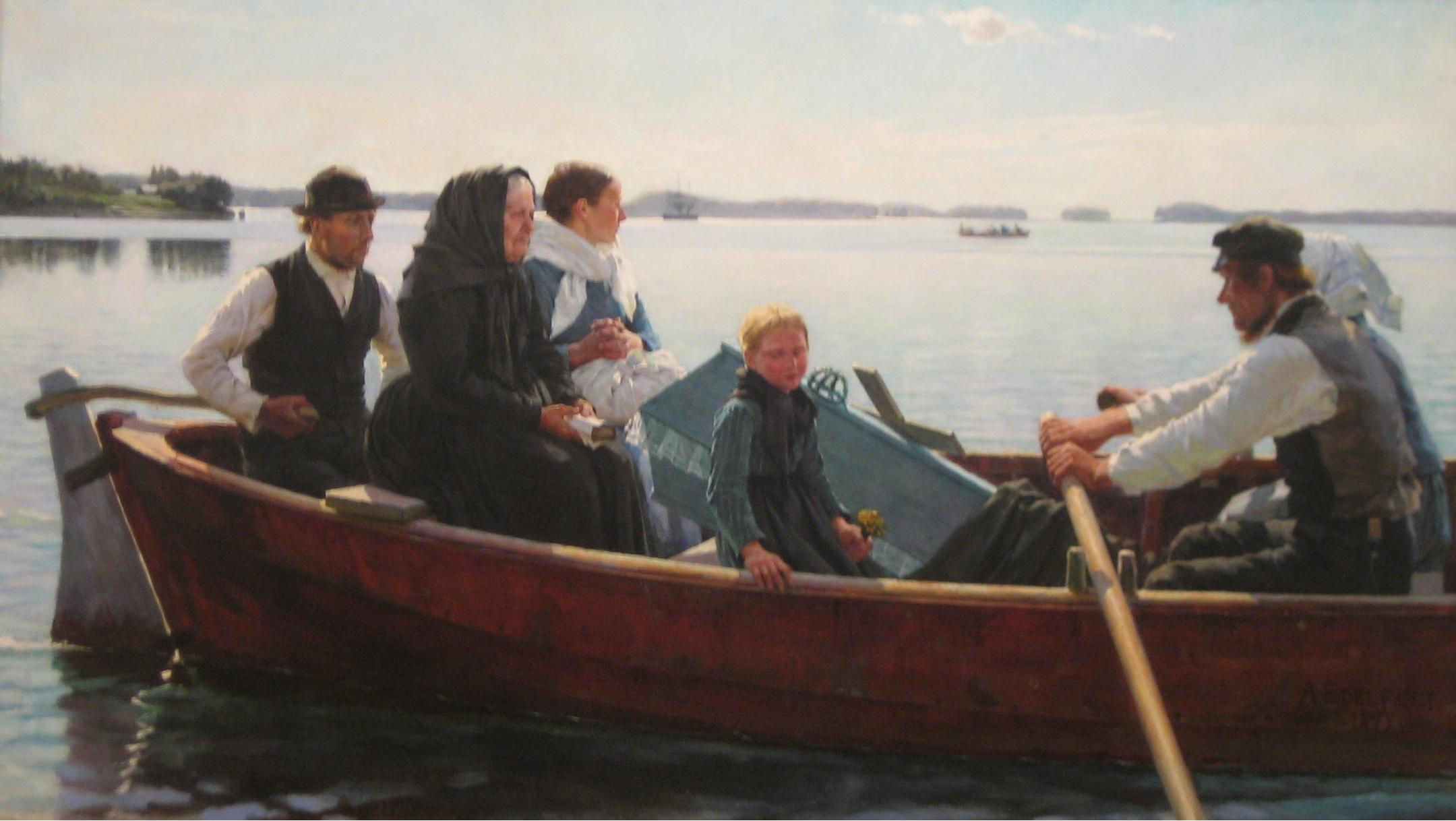
تشييع نعش الطفل ؛ جنازة طفل
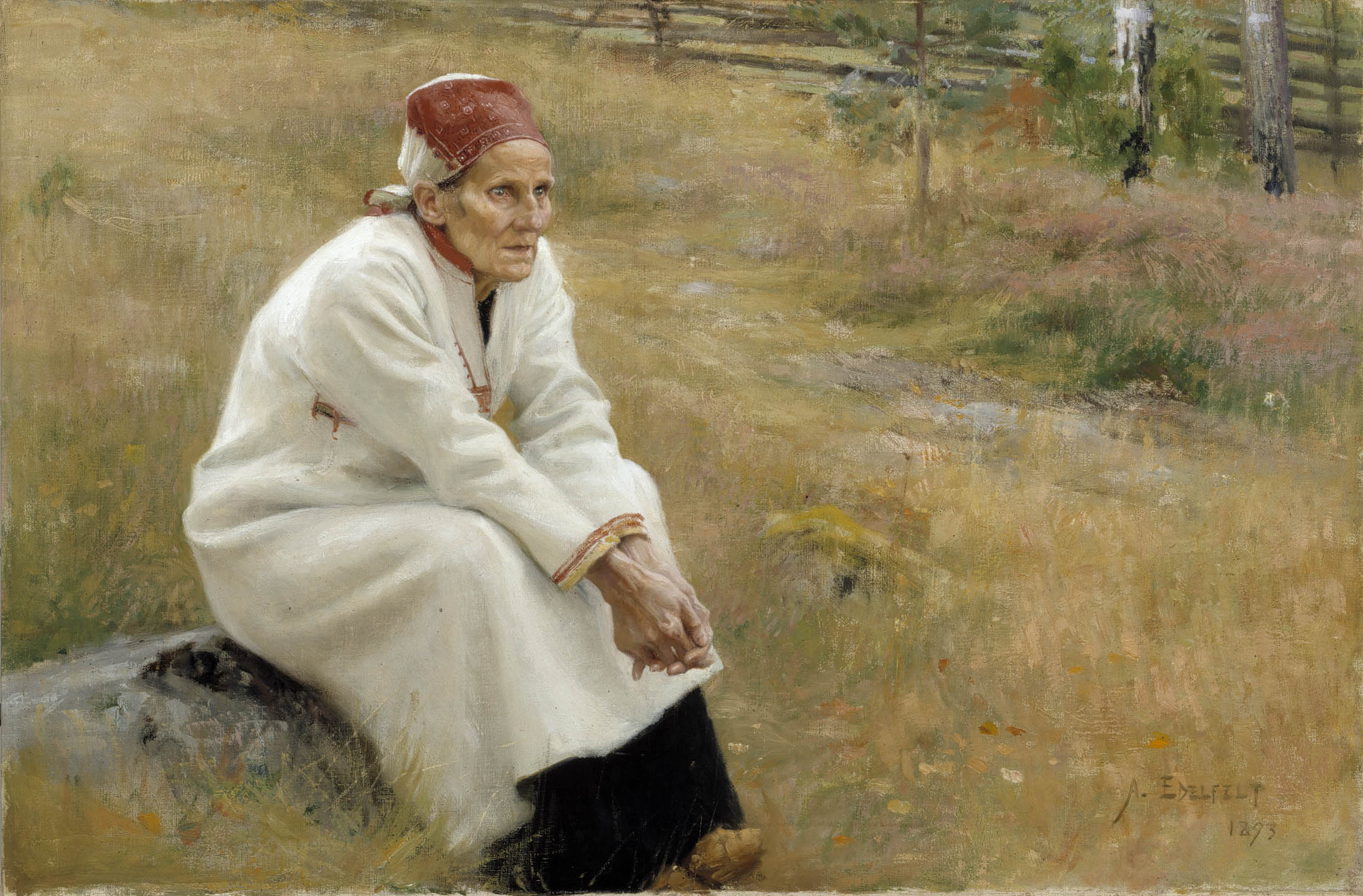
لارين باراسكي
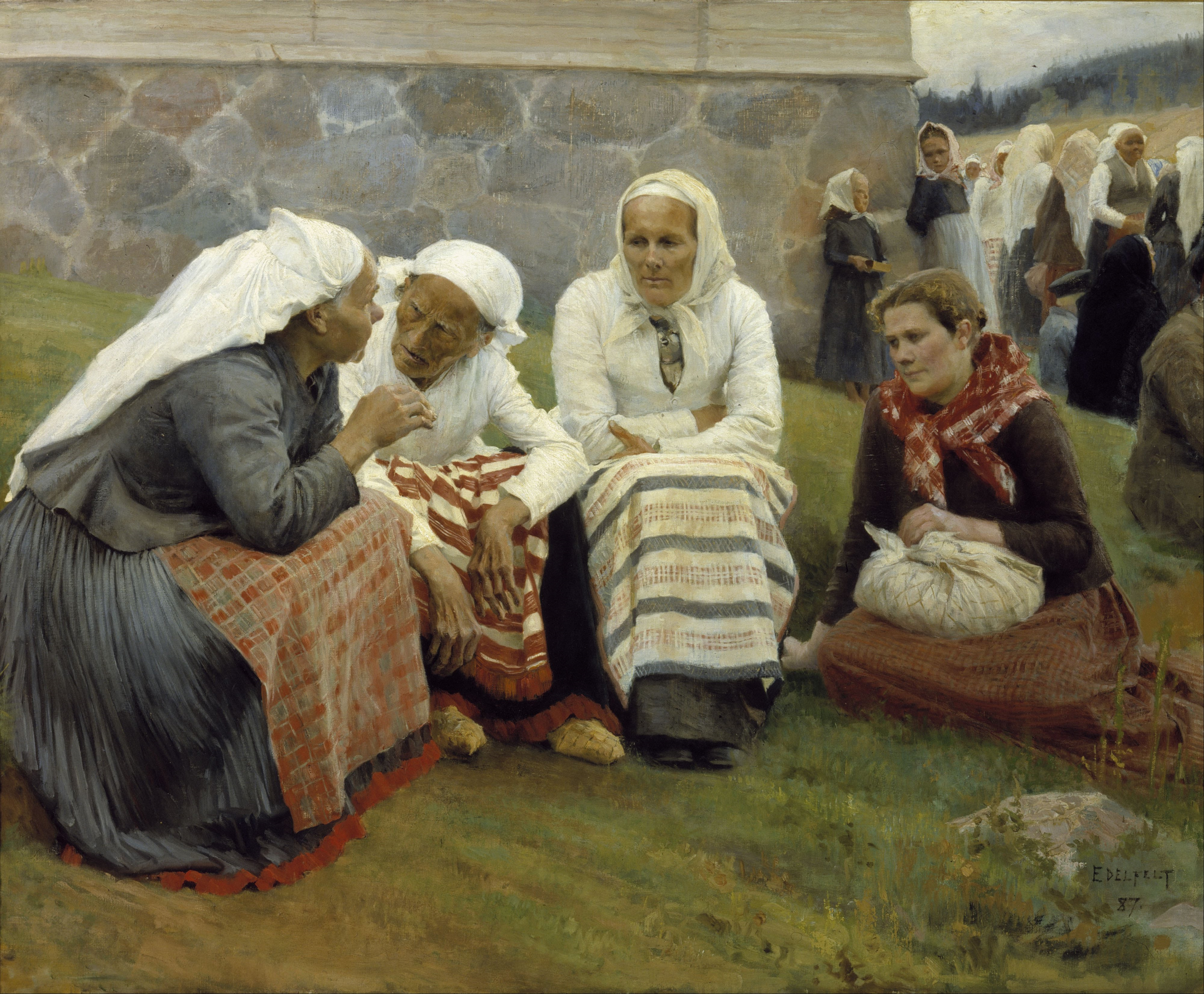
امرأة من رووكولهتي على تلة الكنيسة
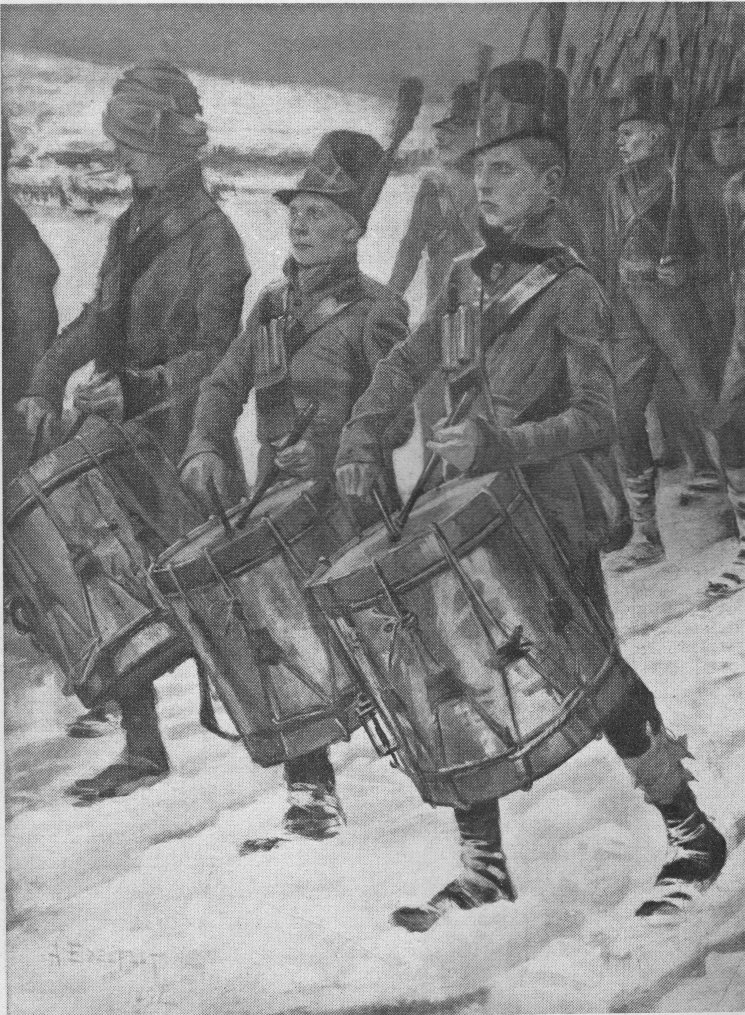
مسيرة البوريين
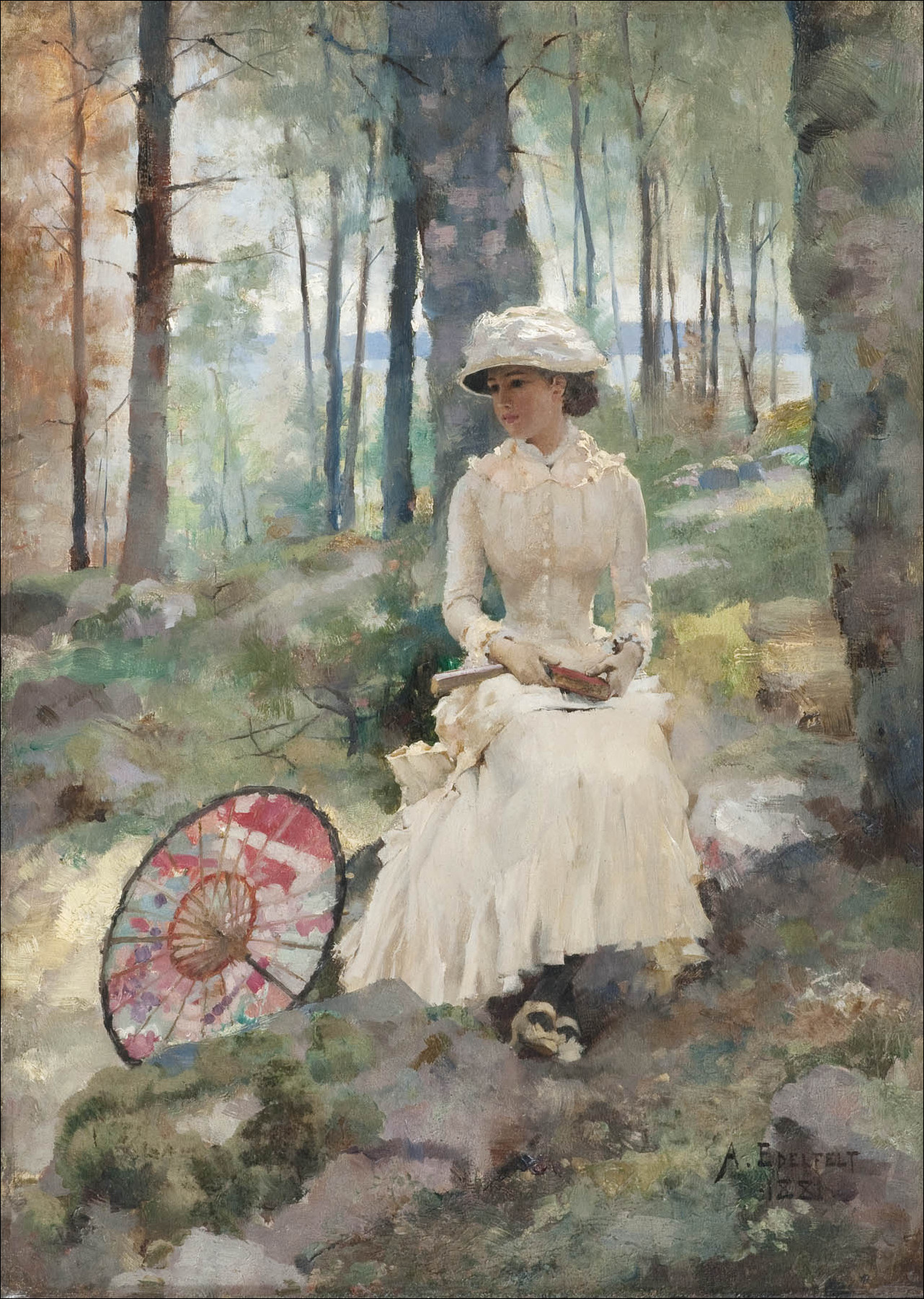
تحت شجر القَضبان
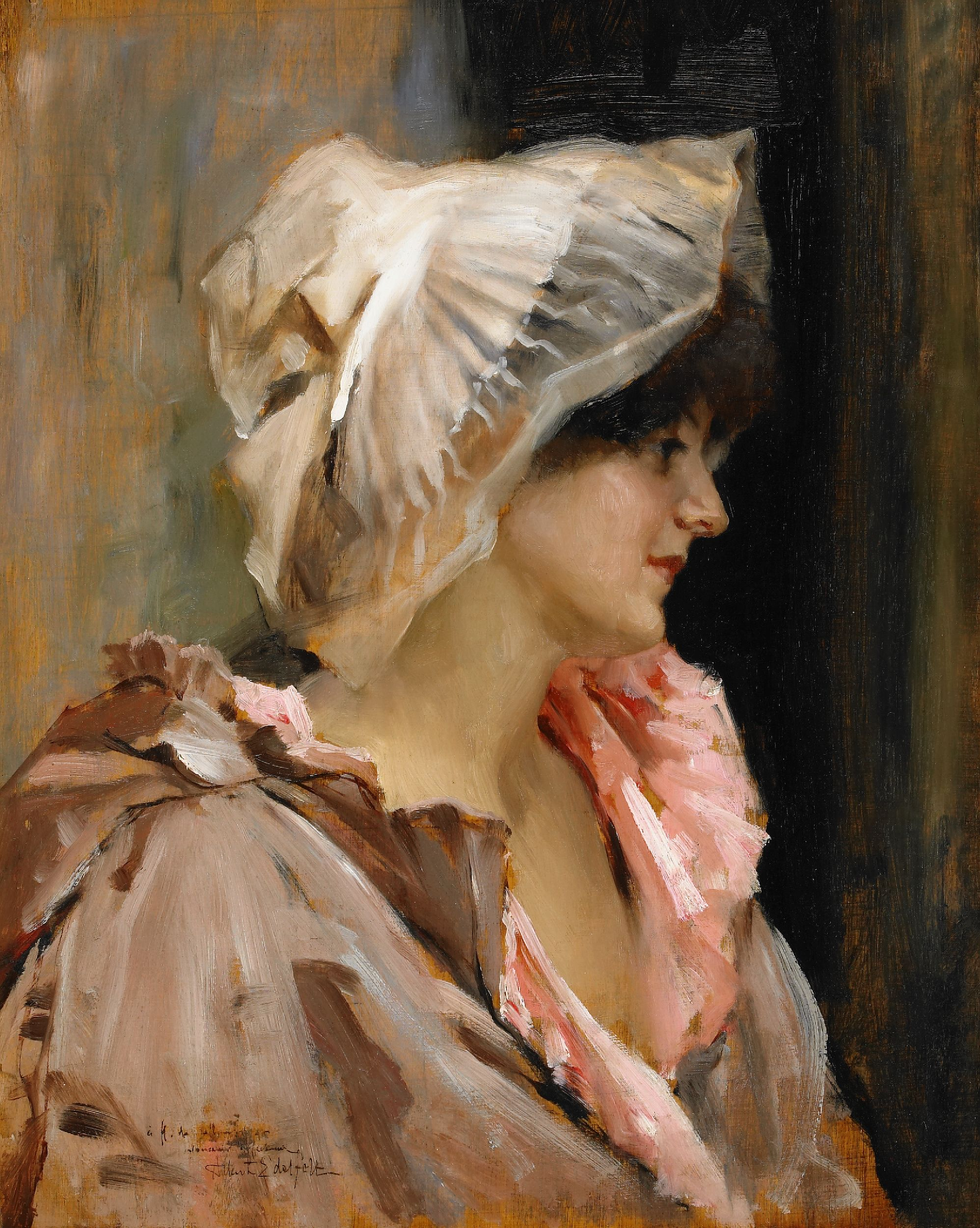
سيدة باريسية في ثوب بينوار
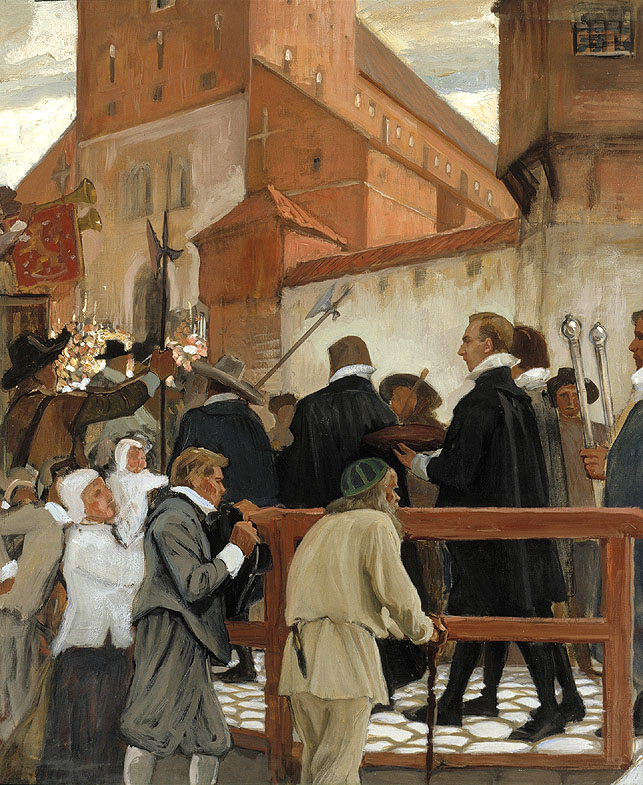
افتتاح أكاديمية توركو الجزء 1
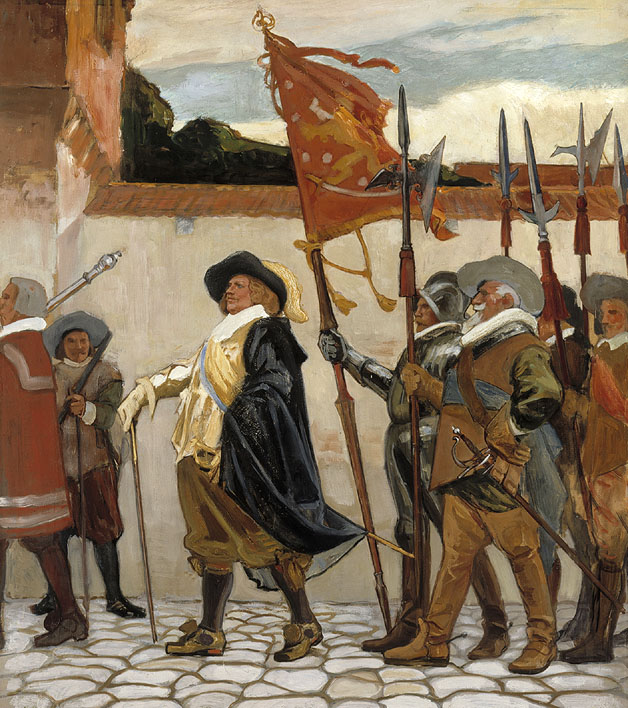
افتتاح أكاديمية توركو الجزء 2
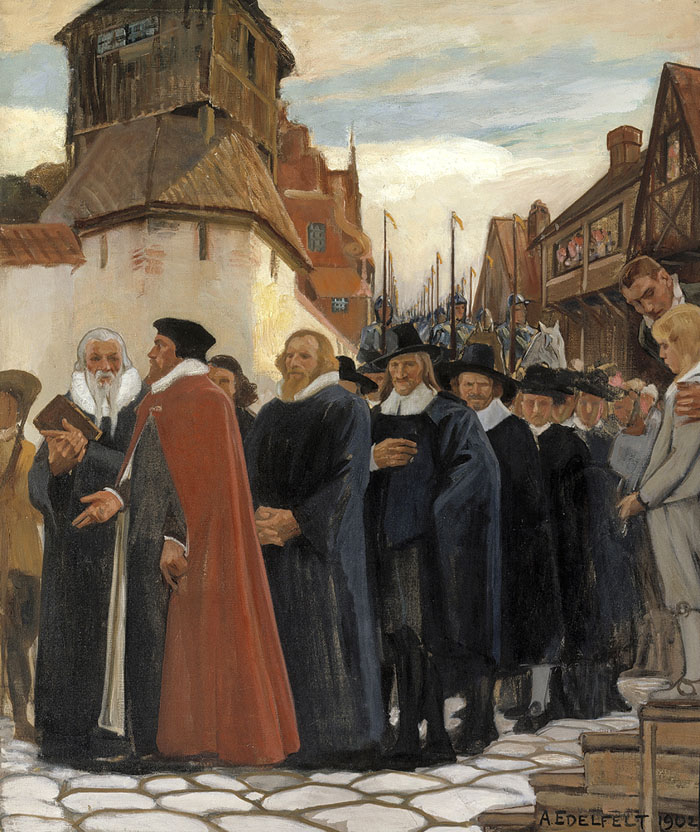
افتتاح أكاديمية توركو الجزء 3

## روابط خارجية
- ألبرت إدلفلت على موقع ميوزك برينز (الإنجليزية)
- ألبرت إدلفلت على موقع ديسكوغز (الإنجليزية)